# نهر سيرانغ
نهر سيرانج هو نهر في شمال جاوة الوسطى بإندونيسيا، على بعد حوالي 400 كم شرق العاصمة جاكرتا.   أكبر روافد هو نهر لوسي، الذي يصب في نهر سيرانج بعد اجتياز مدينة بورودادي. 

## جغرافية
يتدفق النهر في المنطقة الوسطى من جافا مع الغالب مناخ الرياح الموسمية الاستوائية (تسمى صباحا في تصنيف مناخ كوبن-جيجر).  متوسط درجة الحرارة السنوي في المنطقة هو 25 ° C. أكثر شهور دفئًا هو شهر أكتوبر، حيث يبلغ متوسط درجة الحرارة حوالي 28 ° C ، وأكثر الشهور برودة هو يناير / كانون الثاني عند 23   ° C.  متوسط هطول الأمطار السنوي هو 2845 مم. الشهر الأكثر رطوبة هو شهر يناير، بمتوسط 527   ملم هطول الأمطار، وأكثر الشهور جفافًا هو سبتمبر / أيلول، مع 35 مم الأمطار. 
| مخطط المناخ Serang River | مخطط المناخ Serang River | مخطط المناخ Serang River | مخطط المناخ Serang River | مخطط المناخ Serang River | مخطط المناخ Serang River | مخطط المناخ Serang River | مخطط المناخ Serang River | مخطط المناخ Serang River | مخطط المناخ Serang River | مخطط المناخ Serang River | مخطط المناخ Serang River |
| --- | ------------------------ | ------------------------ | ------------------------ | ------------------------ | ------------------------ | ------------------------ | ------------------------ | ------------------------ | ------------------------ | ------------------------ | ------------------------ |
| 01 | 02                       | 03                       | 04                       | 05                       | 06                       | 07                       | 08                       | 09                       | 10                       | 11                       | 12                       |
| 527 26 20 | 428 25 23                | 337 26 23                | 293 27 23                | 158 26 22                | 151 27 23                | 93 28 21                 | 39 30 23                 | 35 32 22                 | 158 32 23                | 248 28 22                | 378 25 21                |
| متوسط درجة-الحرارة °س مجاميع الهطل مم |                          |                          |                          |                          |                          |                          |                          |                          |                          |                          |                          |
| بالوحدات الإنكليزية \| 01 \| 02 \| 03 \| 04 \| 05 \| 06 \| 07 \| 08 \| 09 \| 10 \| 11 \| 12 \| \| 21 79 68 \| 17 77 73 \| 13 79 73 \| 12 81 73 \| 6.2 79 72 \| 5.9 81 73 \| 3.7 82 70 \| 1.5 86 73 \| 1.4 90 72 \| 6.2 90 73 \| 9.8 82 72 \| 15 77 70 \| \| متوسط درجة-الحرارة °ف مجاميع الهطول ″ \| \| \| \| \| \| \| \| \| \| \| \| |                          |                          |                          |                          |                          |                          |                          |                          |                          |                          |                          |
| 01 | 02                       | 03                       | 04                       | 05                       | 06                       | 07                       | 08                       | 09                       | 10                       | 11                       | 12                       |
| 21 79 68 | 17 77 73                 | 13 79 73                 | 12 81 73                 | 6.2 79 72                | 5.9 81 73                | 3.7 82 70                | 1.5 86 73                | 1.4 90 72                | 6.2 90 73                | 9.8 82 72                | 15 77 70                 |
| متوسط درجة-الحرارة °ف مجاميع الهطول ″ |                          |                          |                          |                          |                          |                          |                          |                          |                          |                          |                          |